# Силантьєв Олександр Петрович

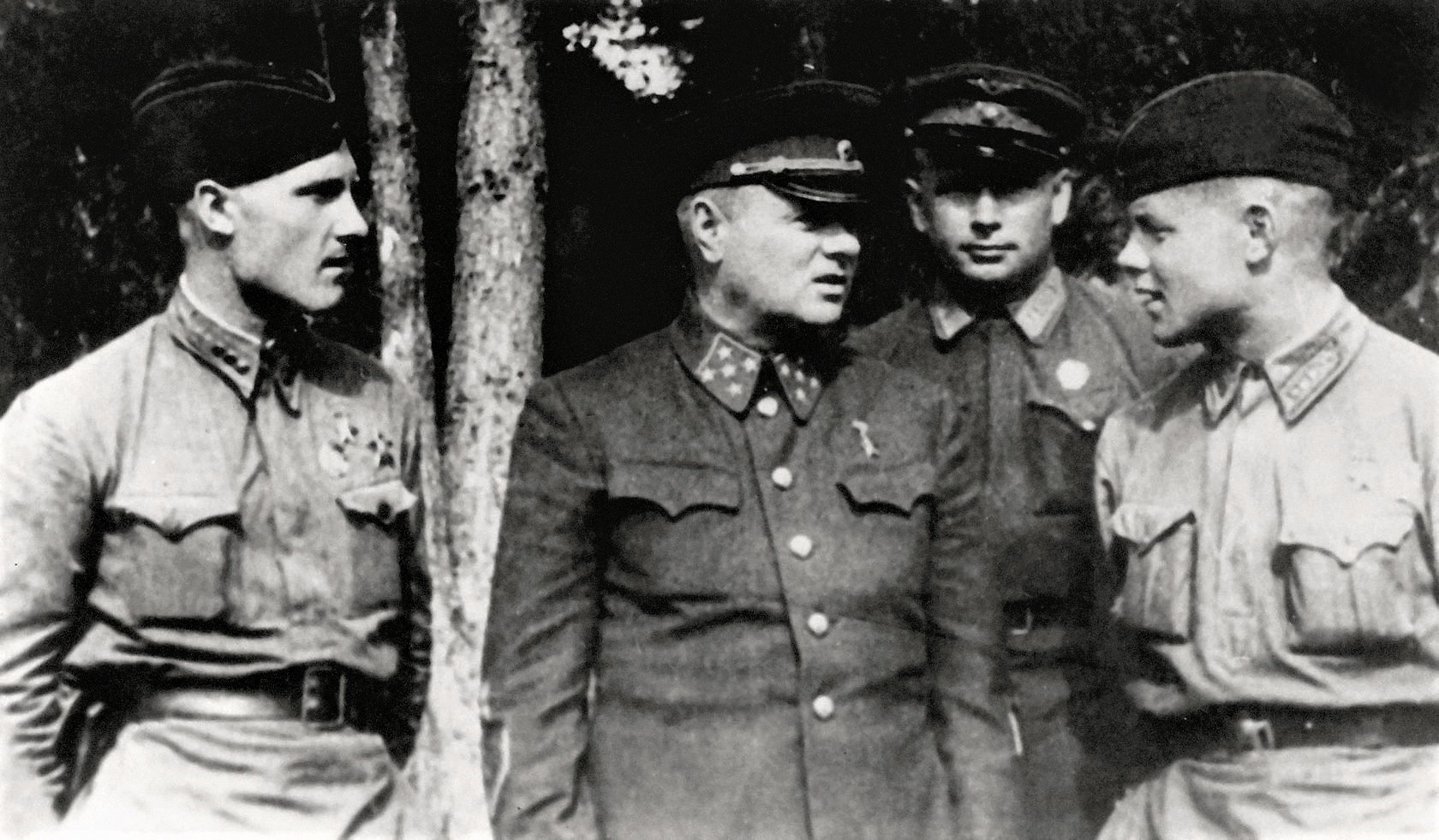
Генерал армії К. А. Мерецков після посадки на аеродромі Хвойна розмовляє з льотчиками, що прикривали в повітрі його літак Douglas DC-3. Праворуч від Мерецкова Герой Радянського Союзу старший лейтенант А. П. Силантьєв, майбутній маршал авіації. Під час польоту Силантьєв збив німецький Ме-109, який атакував літак командувача Волховським фронтом. 1942

Олександр Петрович Силантьєв (нар. 23 серпня 1918, місто Єкатеринбург, тепер Російська Федерація — пом. 10 березня 1996, місто Москва) — радянський військовий діяч, начальник Головного штабу — 1-й заступник головнокомандувача Військово-Повітряними Силами СРСР, маршал авіації. Герой Радянського Союзу. Депутат Верховної Ради УРСР 9-го скликання. Народний депутат СРСР у 1989 — 1991.

## Біографія
Народився у родині робітника. Закінчив 7 класів середньої школи і школу фабрично-заводського учнівства у Свердловську.
З 1934 року працював слюсарем на заводі «Металіст» у Свердловську. З вересня 1935 року — інструктор-планерист Первоуральської планерної станції Свердловської області, з квітня 1937 року — інструктор-льотчик Свердловського аероклубу імені Серова.
У Червоній Армії з 1938 року. У 1940 році закінчив Сталінградську військову авіаційну школу льотчиків.
З 1940 року служив молодшим льотчиком в 153-му винищувальному авіаційному полку ВПС Ленінградського військового округу (місто Кексгольм).
Учасник радянсько-німецької війни з червня 1941 року. Воював на Західному, Північному, Ленінградському, Волховському, Воронезькому, Південно-Західному, Карельському, 1-му Білоруському і 1-му Українському фронтах. Командував авіаційною ланкою, служив заступником командира ескадрильї, командиром ескадрильї, штурманом 160-го винищувального авіаційного полку 3-ї резервної авіаційної групи 4-ї окремої повітряної армії. Після тяжкого поранення у квітні 1942 року лікувався у військовому госпіталі.
Член ВКП(б) з 1942 року.
У січні 1943 — 1945 р. — інструктор-льотчик-штурман Управління винищувальної авіації Головного управління бойової підготовки фронтової авіації ВПС РСЧА.
Після війни продовжував службу у Військово-Повітряних Силах СРСР.
У 1950 році закінчив Військово-повітряну академію, у 1957 році закінчив Військову академію Генерального штабу Збройних Сил СРСР імені Ворошилова.
Служив на відповідальних посадах у ВПС СРСР: старший інспектор-льотчик, начальник відділу Управління бойової підготовки ВПС, начальник штабу — заступник командира авіаційної дивізії, начальник оперативного відділу штабу повітряної армії, начальник штабу — 1-й заступник командувача повітряною армією.
З січня 1964 року — заступник начальника, а з червня 1964 року — начальник Управління авіації і ППО Головного оперативного управління Генерального штабу Збройних Сил СРСР.
У жовтні 1969 — червні 1978 р. — начальник Головного штабу — 1-й заступник головнокомандувача Військово-Повітряними Силами СРСР.
У червні 1978 — листопаді 1980 р. — заступник головнокомандувача Військово-Повітряними Силами СРСР. На цій посаді з грудня 1979 по липень 1980 року координував бойові дії об'єднаних сил радянської і афганської авіації в Афганістані.
З листопада 1980 р. — військовий інспектор — радник Групи Генеральних інспекторів Міністерства оборони СРСР.
Одночасно у 1987 — 1992 роках — Голова радянського комітету ветеранів війни.
З 1992 — у відставці.
Проживав у Москві. Похований на Новодівочому цвинтарі в Москві.

## Звання
- Генерал-майор авіації (1954)
- Генерал-лейтенант авіації
- Генерал-полковник авіації
- Маршал авіації (19.02.1976)

## Нагороди
- Герой Радянського Союзу (17.12.1941)
- Два ордени Леніна
- Три ордени Червоного Прапора
- Три ордени Червоної Зірки
- Два ордени Вітчизняної війни 1-го ст. (25.03.1944, 11.03.1985)
- Орден Вітчизняної війни 2-го ст. (2.06.1945)
- Орден «За службу Батьківщині в Збройних Силах СРСР» 3-го ст.
- Орден «9 Вересня 1944 року» (Болгарія)
- Орден «Червоний Прапор» (Монголія)
- Медалі
- Лауреат Державної премії СРСР (1977)